# فالون (كرواتيا)
فالون (بالإنجليزية: Valun)‏ هي منطقة سكنية تقع في كرواتيا في .